# Лісмата щетинконога
Лісмата щетинконога (Lysmata seticaudata) — вид ракоподібних з родини Hippolytidae. 

## Морфологічні ознаки
Тіло вкрите переривчастими горизонтальними та вертикальними червоними смугами. На спині виділяються 4–6, а з боків 2 світлих плями. Розмір креветки — до 4 см, антени досягають 6–7 см. Рострум на кінці з 3–4 зубцями. Має великі темні очі, які відбивають у темряві червоним кольором.

## Поширення
Західне узбережжя Атлантичного океану, Середземне та Чорне море. В Чорному морі в межах України вид зустрічається тільки біля скельних частин узбережжя Кримського півострова (мис Тарханкут).

## Особливості біології
Рідкісний, нічний вид з підводних печер з вузькими біотичними межами існування. Вид не зустрічається в освітлених частинах печер, виходить з щілин та тріщин у скелях тільки вночі. Глибина, на якій знайдено вид, — від 2 до 14 м. Віддає перевагу більш-менш проточним ділянкам печер.

## Загрози та охорона
Необхідно охороняти місця (підводні печери), де знайдено вид. Для цього необхідно надати деяким місцям кримського узбережжя, де знайдено креветку, статус заповідних.